# Can Matabous
Can Matabous és una obra del municipi de Cassà de la Selva (Gironès) inclosa en l'Inventari del Patrimoni Arquitectònic de Catalunya.

## Descripció
També coneguda com a Mas Vallera, actualment forma part del Veïnat de Matamala situat al nord de la població de Cassà de la Selva tocant al Massís de Les Gavarres. El nom probablement prové de la riera que hi ha a poc metres anomenada Matabous, possiblement quan hi havies crescudes els bous que hi anaven a veure s'hi quedaven encallats i hi morien. Primitivament l'edifici devia presentar una estructura molt clara en tres crugies. Posteriorment aquesta masia s'hauria anat reformant i ampliant. La part més antiga correspon a un sector de planta baixa i presenta murs de pedra gruixuts amb voltes rebaixades. Es conserva la primitiva porta dovellada amb la inscripció de la data de construcció, 1674. La reforma afecta principalment tota la façana de ponent i migdia. Al primer pis hi ha terrassa amb balustrada clàssica. Hi ha una capella construïda el 1942 amb falsa porta dovellada. El marc de la llar de foc del segle xix és de fusta, d'estil isabelí amb baixos relleus de temes florals. Hi ha un pou de pedra amb relleus autèntics.

## Història
Antiga masia segurament amb orígens al s. XV o XVI. Hi va viure tres generacions de la família Vallera, notaris de la Cassà de la Selva. La capella existent és de culte públic i està dedicada a la Mare de Déu de Montserrat de Matabous. L'any 1942, quan es fa la reforma o ampliació, la casa del Sr. Poms, químic i perfumista de Cassà. Després passà als Sr. Ametller, que el 1973 se la van vendre a Francisco Izquierdo que hi va viure fins al 2016. Actualment està en fase de restauració i consolidació tant de la part interior com exterior.